# يوهانا برينر
يوهانا برينر (بالإنجليزية: Johanna Brenner)‏ هي عالمة اجتماع أمريكية، ولدت في 1943.